# دهستان کلار شرقی
دهستان کلار شرقی یکی از دهستان‌های شهرستان عباس‌آباد در استان مازندران ایران است که در بخش کلار قرار دارد.

## جمعیت
براساس سرشماری مرکز آمار ایران در سال ۱۳۹۵، جمعیت دهستان کلار شرقی ۲۴۰۹ نفر (در ۷۹۵ خانوار) بوده‌است.